# 联邦法令废止权危机
联邦法令废止权危机又稱拒行聯邦法危機，是1832年至1833年期间美国发生的一场政治危机，當時南卡罗来纳州表示聯邦政府於1828年和1832年征收的联邦关税违宪，因此該州拒絕遵守聯邦關稅法，甚至有意為此退出聯邦。然而包括美国最高法院在内的州和联邦法院一再驳回南卡罗来纳州主張的聯邦法律废止论。最終美國總統安德鲁·杰克逊決定降低關稅，但他也用武力威脅南卡罗来纳州。